# George Washington Cable

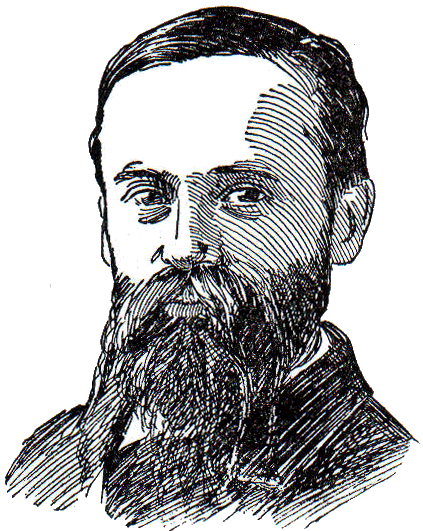
George Washington Cable

George Washington Cable (Nueva Orleans, Louisiana, 12 de octubre de 1840 - St. Petersburg, Florida, 31 de enero de 1925) fue un novelista estadounidense. Destaca por el verismo en sus retratos de la población criolla de Louisiana. 

## Trayectoria

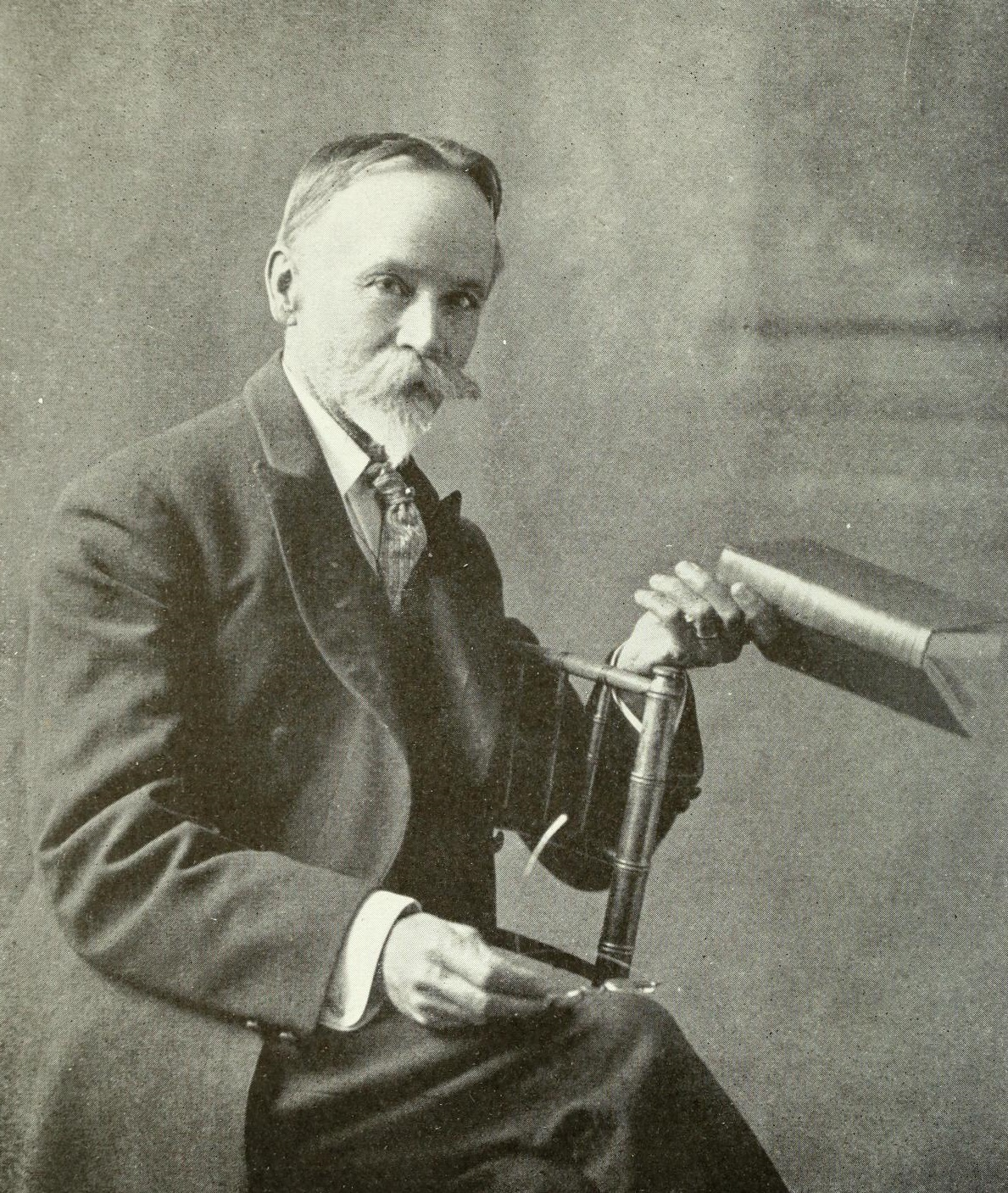
George Washington Cable en la revista The Booklovers, 1903

Cable fue un gran narrador estadounidense. Su juventud estuvo marcada por la carencia de medios; de hecho, desde los catorce años tuvo que contribuir al mantenimiento de su madre.
Muy joven, en 1863 se alistó en el ejército confederado; y formó parte del cuarto grupo de caballería del Mississippi. Estuvo allí hasta el final de la Guerra Civil en 1865, donde además estudiaba latín o matemática y leía la Biblia. 
Luego, empezó con el periodismo: escribía una sección semanal en el New Orleans Picayune, hasta 1879, cuando ya fue nombrado cronista por ese periódico. Era por entonces un escritor conocido por su defensa de los derechos civiles y su oposición al racismo. Como manejaba el francés, investigó en los archivos municipales de Nueva Orleáns, y escribió narraciones basadas en antiguas crónicas, que reunió en diversos volúmenes, hoy clásicos: destaca entre todo ello la novela Los Grandissime.
Por otra parte, en 1884, Cable se trasladó a Massachusetts. 
Hizo amistad con Mark Twain. Se dice que es el creador de la novela sudista y que fue un antecedente de William Faulkner y de otros escritores del sur de los Estados Unidos.

## Libros
- Old Creole Days(1879). Tr.: Viejos días criollos
- The Grandissime (1880). Tr.: Los Grandissime, Pre-Textos, 2009.
- Dr. Sevier (1885), novela
- Strange True Stories of Louisiana (1889). Tr.: Raras y verdaderas historias de la Luisiana.
- The Silent South (1885), ensayos
- The Negro Question (1990), ensayo.

- Datos: Q1508545
- Multimedia: George Washington Cable / Q1508545